# Ровняни
Ровняни (словац. Rovňany, угор. Ipolyróna) — село, громада в окрузі Полтар, Банськобистрицький край, центральна Словаччина. Кадастрова площа громади — 9,61 км². Населення — 257 осіб (за оцінкою на 31 грудня 2017 р.).
Перша згадка 1264 року.

## Населення
| Рік:            | 1994. | 2004.   | 2014.   | 2024.   |
| --------------- | ----- | ------- | ------- | ------- |
| Кількість осіб: | 292   | 278     | 262     | 239     |
| Різниця:        |       | -4,79 % | -5,75 % | -8,77 % |

| Рік:            | 2023. | 2024.   |
| --------------- | ----- | ------- |
| Кількість осіб: | 244   | 239     |
| Різниця:        |       | -2,04 % |